# Монте Сан Мартино
Монте Сан Мартино (итал. Monte San Martino) насеље је у Италији у округу Мачерата, региону Марке.
Према процени из 2011. у насељу је живело 275 становника. Насеље се налази на надморској висини од 546 м.

## Становништво
| 1931. | 1936. | 1951. | 1961. | 1971. | 1981. | 1991. | 2001. | 2011. |
| ----- | ----- | ----- | ----- | ----- | ----- | ----- | ----- | ----- |
| 2.067 | 2.197 | 2.093 | 1.703 | 1.074 | 876   | 820   | 820   | 792   |